# 音羽川 (愛知県)

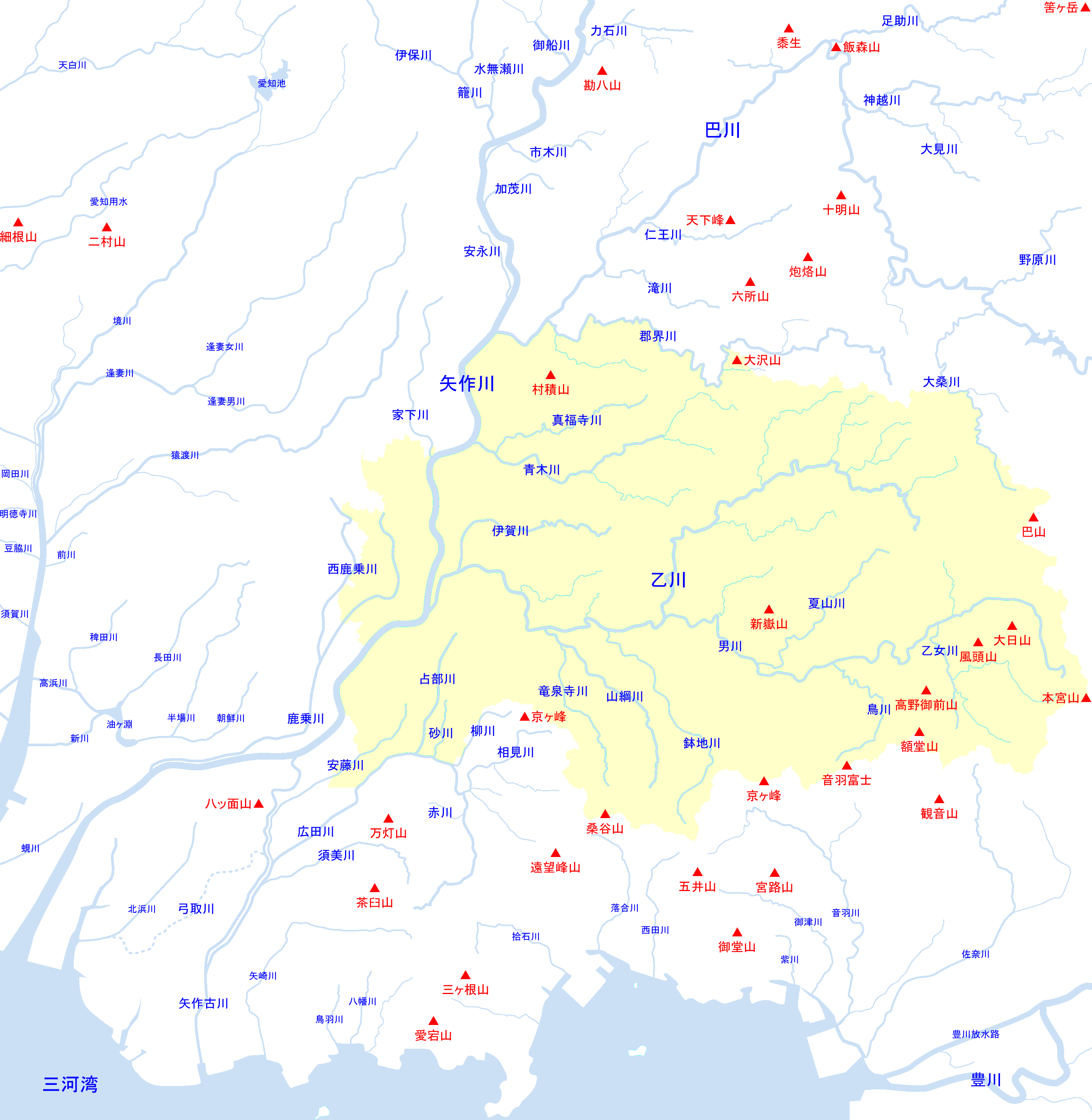
岡崎市周辺の地理

音羽川（おとわがわ）は、愛知県東部の東三河地方を流れる河川。二級水系の本流である。

## 地理
水源は豊川市長沢町にあり、市内長沢町 - 国府町間では国道1号に沿うように流れ、市内国府町から南へ三河湾に注ぐ。
岡崎市境から流れる千束川、上谷下川と、蒲郡市境に源を発する切山川、小沢川が豊川市長沢町内で合流して音羽川となり、以降が指定流路となる。長沢町付近では山がすぐ近くにあるなど自然も多く、のどかな風景が見られる。赤坂町の南部で山陰川が合流する。
豊川市御油町から同市国府町にかけては川原に桜の木が多数植えられており、春になると桜が美しく、花見をしている人も多数見受けられる。また、流域にある豊川市立御油小学校では「音羽川クリーン作戦」と称した伝統行事があり、毎年、児童や地域の人が音羽川の清掃を行っている。
豊川市為当町から同市御津町にかけては特筆すべきこともない景色となるが、白川が合流すると川幅が広くなり、船が係留されているなど、海（河口）が近いことを感じさせる。
国道23号を過ぎると河口となる。河口の近くには三河臨海緑地がある。

## 流域の自治体
愛知県
豊川市

## 主な支流
二級河川と準用河川を下流側から順に記載する。
| 河川     | よみ             | 次数    | 種別     | 管理者 | 主な経過地 | 河川延長 （km） | 備考 |
| -------- | ---------------- | ------- | -------- | ------ | ---------- | --------------- | ---- |
| 音羽川   | おとわがわ       | 本川    | 二級河川 | 愛知県 | 豊川市     | 12.477          |      |
| 白川     | しらかわ         | 1次支川 | 二級河川 | 愛知県 | 豊川市     | 10.829          |      |
| 西古瀬川 | さいこせがわ     | 2次支川 | 二級河川 | 愛知県 | 豊川市     | 7.078           |      |
| 代田川   | だいだがわ       | 2次支川 | 準用河川 | 豊川市 | 豊川市     | 0.9             |      |
| 稲束川   | いなすかがわ     | 2次支川 | 準用河川 | 豊川市 | 豊川市     | 1.1             |      |
| 安藤川   | あんどうがわ     | 1次支川 | 二級河川 | 愛知県 | 豊川市     | 0.4             |      |
| 天王川   | てんのうがわ     | 1次支川 | 準用河川 | 豊川市 | 豊川市     | 1.22            |      |
| 山陰川   | やまかげがわ     | 1次支川 | 二級河川 | 愛知県 | 豊川市     | 3.735           |      |
| 長根川   | ながねがわ       | 2次支川 | 準用河川 | 豊川市 | 豊川市     | 1.3             |      |
| 猿田川   | さるたがわ       | 3次支川 | 準用河川 | 豊川市 | 豊川市     | 1               |      |
| 室川     | むろがわ         | 2次支川 | 準用河川 | 豊川市 | 豊川市     | 1.8             |      |
| 千鳥川   | ちどりがわ       | 2次支川 | 準用河川 | 豊川市 | 豊川市     | 1.1             |      |
| 寺山川   | てらやまがわ     | 2次支川 | 準用河川 | 豊川市 | 豊川市     | 0.4             |      |
| 久田野川 | くだのがわ       | 2次支川 | 準用河川 | 豊川市 | 豊川市     | 0.5             |      |
| 西縄手川 | さいなわてがわ   | 1次支川 | 準用河川 | 豊川市 | 豊川市     | 1               |      |
| 明ヶ沢川 | みょうがさわがわ | 1次支川 | 準用河川 | 豊川市 | 豊川市     | 0.7             |      |
| 下谷下川 | しもやげがわ     | 1次支川 | 準用河川 | 豊川市 | 豊川市     | 1.7             |      |
| 千束川   | せんぞくがわ     | 1次支川 | 準用河川 | 豊川市 | 豊川市     | 1.4             |      |
| 上谷下川 | かみやげがわ     | 次支川  | 準用河川 | 豊川市 | 豊川市     | 1.6             |      |

## 流域の施設等
- 豊川市立長沢小学校
- 豊川市立音羽中学校
- 豊川市音羽庁舎
- 御油の松並木、御油の松並木資料館
- 豊川市立御油小学校
- 豊川市立西部中学校
- 弘法山公園
- 豊川市立国府小学校
- 愛知県立国府高等学校
- 豊川市立為当保育園
- 豊川市立御津南部小学校

## 橋梁
- 日焼二号橋
- 赤石橋
- 千両橋（愛知県道374号長沢国府線）
- 大榎橋（愛知県道374号長沢国府線）
- 大榎二号橋
- 大榎三号橋

（ここまで千束川）
- 山口橋（旧・愛知県道73号長沢蒲郡線）
- 奥谷橋
- 御城山橋
- 御殿橋
- 土橋
- 一里山橋
- 長沢橋（音羽蒲郡道路（三河湾オレンジロード））
- 八王子橋（愛知県道374号長沢国府線）
- 三本木橋
- 仙蔵橋
- 岡前橋
- 明ヶ沢橋
- 御園橋

- 大黒橋
- 中橋
- 音羽橋（愛知県道332号大代赤坂線）
- バンタ橋（豊川市道赤坂大日東裏線）
- 関川橋（豊川市道赤坂関川大日線）
- 関川二号橋（豊川市道関川2号線）
- 並木橋（豊川市道池田並松線）
- 五反橋（豊川市道御油美世賜線）
- 青戸橋（豊川市道御油河田新丁線）
- 新御油橋（愛知県道374号長沢国府線）
- 御油橋（豊川市道御油西欠間美世賜線：重量制限2.0t）
- 御油大橋（愛知県道368号豊川蒲郡線）
- 岡本橋（豊川市道国府赤根線）
- 楽園橋（豊川市道為当三津市場新青馬8丁目線）
- 豊成橋（愛知県道375号前芝国府停車場線）
- 南田橋（豊川市道国府下坊入下河原線）
- 森橋（愛知県道375号前芝国府停車場線）

- 御国橋（豊川市道国府御津(その2)線：旧・県道31号）
- 河原田橋（豊川市道為当三津市場2号線）
- 国道23号（蒲郡バイパス（予定））
- 閑通寺橋（豊川市道為当仲上三津市場線：幅員2.3m、重量制限2.0t。工事通行止）
- 為当大橋（愛知県道373号金野豊川線）
- 八幡橋（豊川市道為当寺下市木線：重量制限2.5t。工事通行止）
- 為当橋（愛知県道31号東三河環状線）
- 下橋（豊川市道為当椎木六反田線）
- 椎木橋（豊川市道為当社宮神椎木線）
- 東海道本線
- 玉袋橋（豊川市道御津御馬加美下佐脇九作線）
- 剣橋（愛知県道384号小坂井御津線）
- 御所橋（豊川市道御津御馬膳田下佐脇平次線）
- 東海道新幹線
- 永久橋（国道23号）